# Talarrubias
Talarrubias es un municipio español, perteneciente a la provincia de Badajoz (comunidad autónoma de Extremadura).
Cuenta con una población de 3259 habitantes (INE 2024).

## Geografía física
Integrado en la comarca de La Siberia, se sitúa a 171 kilómetros de la capital provincial. El término municipal está atravesado por la carretera nacional N-430, entre los pK 156-160 y 162-175, por la carretera autonómica EX-103, que conecta con Puebla de Alcocer, y por carreteras locales que permiten la comunicación con Siruela (BA-136), Casas de Don Pedro (BA-137) y el embalse de García de Sola (BA-138). 
El relieve del municipio está definido por una zona llana correspondiente a la vega del río Guadiana, que represa sus aguas en el embalse de Orellana, y una zona más montañosa al norte (Sierra de la Chimenea, Sierra de El Escorial) entre cuyas laderas se encaja el embalse de García de Sola. La altitud oscila entre los 664 metros en la Sierra de los Golondrinos (Cerro Corchito), al noreste, y los 320 metros en el embalse de Orellana. El pueblo se alza a 435 metros sobre el nivel del mar. 

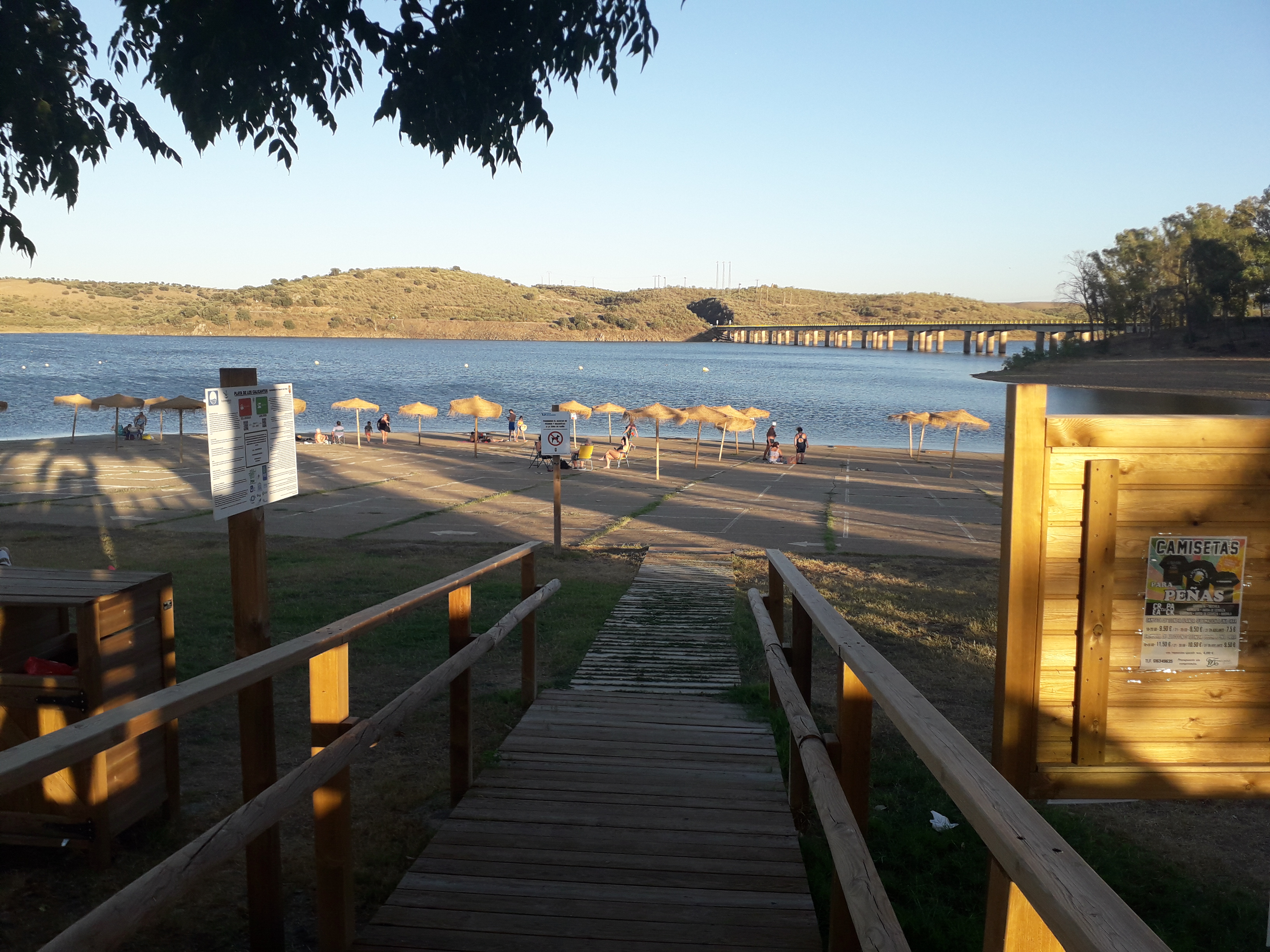
Talarrubias

| Noroeste: Puebla de Alcocer (exclave) y Casas de Don Pedro (exclave) | Norte: Valdecaballeros                                | Noreste: Herrera del Duque |
| Oeste: Casas de Don Pedro                                            |                                                       | Este: Puebla de Alcocer    |
| Suroeste: Puebla de Alcocer                                          | Sur: Casas de Don Pedro (exclave) y Puebla de Alcocer | Sureste: Puebla de Alcocer |

## Historia
No son, ni mucho menos, excesivos los conocimientos que se tienen sobre la historia de la villa de Talarrubias, al menos, como entidad poblacional relativamente importante y con cierta unidad de tradiciones, costumbres, modos de vida y objetivos comunes en general.
No parece posible, hasta la fecha, utilizar correctamente el término "Talarrubias" como colectividad considerada unidad hasta bien entrada la Baja Edad Media. Aunque lo que hoy se conoce como Talarrubias y su término municipal no deja de ser una división territorial de tipo político, veremos brevemente, desde cuándo se conoce algún tipo de poblamiento en sus alrededores.

### Historia prerromana
Del Paleolítico (finca La Hoya) ya se encuentran yacimientos arqueológicos; lo mismo ocurre con el Calcolítico (pintura rupestre esquemática de los abrigos de La Panda); de época prerromana (castros del Hornillo y de Puerto Peña); pero de época antigua el mayor número de datos nos los ofrece la época romana.

### Historia romana
A partir de los siglos III-II a. C. se asiste a un aumento del número de lugares poblados en las zonas rurales y surge una nueva figura jurídica, el colono, que explotará terrenos con capacidad de autoabastecimiento, "Villae", dependientes del municipio en el ámbito de comercialización de excedentes y éste de la ciudad administrativamente. Ejemplo: Villas de San Bartolomé y La Calera - Municipio de Lacimurga (Cogolludo) - Colonia Emérita Augusta.

### Historia visigoda
Aunque con un poblamiento más disperso, también hay ejemplos de época visigoda (necrópolis de la Rinconada y asentamiento de San Bartolomé).

### Historia musulmana
El período está representado, dados los restos cerámicos aparecidos en la Rinconada, San Bartolomé y Puerto Peña, lugar este último donde probablemente estuviera ubicado el poblado denominado Miknasa, perteneciente a la Kura de Mérida.

### Reconquista y fundación
Puebla de Alcocer posiblemente surgiera como una "ciudad de frontera" en la Reconquista hacia el siglo XI y el siglo XII d. C. tras la concesión de una Carta Puebla por parte del rey. A estas ciudades, creadas para la repoblación de la zona reconquistada, se les concedía una serie de privilegios, sobre todo exenciones fiscales.
Su economía basada principalmente en los botines conseguidos en la razias o incursiones que se hacían en la zona y la única obligación de sus habitantes era defender el bien común, es decir, de la cual quedan restos en Puebla de Alcocer.
Los términos de estas ciudades solían ser de vastas dimensiones y repoblados con numerosas aldeas cuyas condiciones y modos de vida diferían mucho de los vecinos de la ciudad, a la cual acudían a refugiarse tras sus murallas junto con sus ganados y enseres en caso de razias de peligro en general.
Entre una de estas aldeas, muy probablemente, se encontraría el origen del núcleo denominado hoy Talarrubias, estando defendida toda la zona por las órdenes militares del Temple y Calatrava en un principio, y, finalmente por la de Alcántara.
Bastantes años después de las correrías del rey Pedro I "El Cruel" por la zona en la segunda mitad del siglo XIV, por Real cédula de 7 de abril de 1445, dada por el rey Juan II en la villa de Arévalo, fue concedida Puebla de Alcocer a Gutierre de Sotomayor, maestre de Alcántara, tomando así en su posesión la villa, su castillo y fortaleza, además de lugares (aldeas), derechos y jurisdicción.
Por razones aún desconocidas, se produce a finales del siglo XV un florecimiento de lugares como Talarrubias que comienza las obras de su Iglesia Parroquial y continúa durante gran parte del siglo XVI, bajo planos posiblemente, del arquitecto Benito de Soto. La importancia que iban adquiriendo estos lugares, y, en este caso Talarrubias, se demuestra en las grandes dimensiones de su Iglesia Parroquial tenía una fábrica dotada de un censo de 308 reales; en la construcción de Hospital (actual albergue) por Don Alonso Luengo y Doña Catalina García, su esposa, y de la Capilla de Nuestra Señora de la Paz y Ildefonso (hoy del Carmen) por su nieto Alonso Luengo de Yegros; pero su importancia se manifiesta también en las ocho ermitas camperas con que contó en su día.

### Siglos XVI-XVII-XVIII
En 1583 acaeció una grave pestilencia en la cual hubieron de morir gran número de personas en tres poblados próximos, Taberneros, Pecos y Pacha, que se unieron a Talarrubias construyéndose ahora la ermita de "San Roque" patrón extintor de las pestilencias. En 1594 formaba parte de la Tierra de Belalcázar en la Provincia de Trujillo.
El 22 de marzo de 1635 es una fecha a recordar dado que se concede a Talarrubias su Título de Villa, dándole término propio, por Real cédula del rey Felipe IV, designándola así de la de Puebla de Alcocer previo pago al Rey, a plazos de 12.000 ducados y con el consentimiento del Duque de Béjar y Vizconde de la Puebla de Alcocer, del que Talarrubias será señoría debiéndole pagar alcabalas (12.000 reales anuales), las tercias reales y la tercera parte del diezmo de ganados forasteros que pastaban en el invierno.
Poco después, por cuestiones de límites, Talarrubias sostuvo con Puebla de Alcocer un ruidoso pleito fallando la Real Cancillería de Granada a favor de Talarrubias y mandando pagar a Puebla de Alcocer daños por aprovechamientos indebidos.
También en este siglo XVIII se construye la parte barroca de la Capilla de la Paz y La casa del Patio, sede franciscana hasta el siglo pasado.
Ya en el siglo XVIII, época también de gran florecimiento para Talarrubias se compra la Dehesa "La Lande" entre cuatro pueblos, a razón de 15.000 reales de vellón cada uno y ya se tiene constancia de la explotación de las canteras de cal.
En 1727 se realiza una importante reedificación de la Iglesia Parroquial, destacando su barroquismo remate del campanario. El 7 de mayo de 1744 se funda La Hermandad de la Esclavitud de Nuestra Señora de la Coronada según la gracias e indulgencias concedidas por el Papa Benedicto XIV.
Por último, y para terminar, hay que hacer constar la importante obra ornamental que se realizó en la Capilla de la Paz, cobijo habitual de la imagen de Jesús Nazareno en 1792, con un exquisito Rococó de finales del siglo XVIII, pagando con dinero de los propios fieles, dada la gran devoción con que contaba esta imagen.

### Contribución al proceso americano
La contribución de Talarrubias a la conquista americana no fue significativa, puesto que según la relación de Navarro del Castillo en "Epopeya de la raza extremeña en Indias", durante el siglo XVI únicamente salieron cuatro personas para el Nuevo Mundo. De todas formas, si su contribución numérica no fue importante en número, si lo sería en calidad, ya que en el siglo XVIII, Talarrubias le daría dos obispos a Venezuela que dejarían huellas de su paso espiritual por aquella nación americana. Estos dos preclaros obispos son:
- Diego Antonio Díez Madroñero, obispo de Caracas.
- José Antonio García Mohedano, obispo de Guayana.

### Edad Contemporánea
A la caída del Antiguo Régimen la localidad se constituye en municipio constitucional en la región de Extremadura. Desde 1834 quedó integrado en el Partido judicial de Herrera del Duque. En el censo de 1842 contaba con 689 hogares y 2122 vecinos.

## Demografía
Talarrubias cuenta con una población de 3259 habitantes (INE 2024).
| Gráfica de evolución demográfica de Talarrubias entre 1842 y 2021                                                     |
| |
| Población de derecho según los censos de población del INE. Población de hecho según los censos de población del INE. |

## Servicios públicos
Cuenta con un hospital (Siberia-Serena este), un cuartel de la guardia civil, camping, centro médico, casa de la cultura, recinto ferial, dos polígonos industriales y una incubadora de empresas.
En el pantano García de Sola,cerca de la presa se encuentra la playa de agua dulce de Puerto Peña que cuenta con bandera azul y unas vistas espectaculares y es muy visitada en verano.esta cuenta con vestuario,baños públicos,pista voley, chiringuito, aparcamiento y otros muchos servicios.

## Administración y política
| Periodo   | Nombre                                                   | Partido                                  |
| --------- | -------------------------------------------------------- | ---------------------------------------- |
| 1979-1983 | Ángel Rodríguez Utrero Gregorio Izquierdo Delgado (1980) | Partido Socialista Obrero Español (PSOE) |
| 1983-1987 | Antonio Cabello Rayo Diego Castro Ruiz (1985)            | Partido Socialista Obrero Español (PSOE) |
| 1987-1991 | Pedro Ledesma Flores                                     | Partido Socialista Obrero Español (PSOE) |
| 1991-1995 | Pedro Ledesma Flores                                     | Partido Socialista Obrero Español (PSOE) |
| 1995-1999 | Pedro Ledesma Flores                                     | Partido Socialista Obrero Español (PSOE) |
| 1999-2003 | Pedro Ledesma Flores                                     | Partido Socialista Obrero Español (PSOE) |
| 2003-2007 | Pedro Ledesma Flores                                     | Partido Socialista Obrero Español (PSOE) |
| 2007-2011 | Pedro Ledesma Flores                                     | Partido Socialista Obrero Español (PSOE) |
| 2011-2015 | Pedro Ledesma Flores                                     | Partido Socialista Obrero Español (PSOE) |
| 2015-2019 | Antonio García Sánchez                                   | Partido Popular (PP)                     |
| 2019-2023 | Antonio García Sánchez                                   | Partido Popular (PP)                     |
| 2023-act. | Antonio García Sánchez                                   | Partido Popular (PP)                     |

## Deportes
Dispone de un polideportivo municipal con dos campos de fútbol, uno de césped natural y otro artificial, vestuarios, gimnasio, piscina, pabellón cubierto con pistas de fútbol sala y básquet y varias pistas de tenis, pádel y petanca. Tiene un equipo de fútbol en preferente extremeña, el club deportivo Talarrubias y varios en categorías inferiores, también hay equipo de veteranos, hay equipos de fútbol sala, en ocasiones también han existido equipos de baloncesto y balonmano, se celebran campeonatos de tenis, pádel y fútbol sala todos los años. Cuenta con plaza de toros permanente.

## Medios de comunicación
Prensa escrita
El municipio cuenta con su propio periódico local, Hoy Talarrubias, formado a partir de una corresponsalía del diario regional Hoy Talarrubias.

## Hermanamientos
- Contigliano (Italia)